# Kyllinga albogracilis
Kyllinga albogracilis là loài thực vật có hoa trong họ Cói. Loài này được Lye mô tả khoa học đầu tiên năm 1981 publ. 1982.